# Струбовиська
Струбовиська (пол. Strzebowiska) — село в Польщі, у гміні Тісна Ліського повіту Підкарпатського воєводства. Розташоване  на прадавній етнічній українській території. Населення — 86 осіб (2011).

## Розташування
Розташоване в гірській пасмі Західних Бещад, недалеко від кордону зі Словаччиною і Україною. На півночі через село проходить воєводська дорога № 897.

## Історія
Попередні назви села: Зрубовище — на 1567 р.; Струбовище на 1589 р.; зі Струбовищ на 1608 р.; Струбовища на 1745 р.; Струбовисько на 1855 р.; Струбовіска з 1890 по 1967 рр..
1904 року офіційно введена вузькоколійна залізниця до Нового Лупкова.
В 1932 представники родини Борек-Прек (Borek-Prek) зі Львова, Люція (Lucja), Клементина (Klementyna) і Ксаверій (Ksawery), отримали село у власність.

### Бої УПА
21 березня 1945 р. мала місце битва частини війська УПА під проводом «Веселого», яке було розквартироване в селі, з двома батальйонами НКВД, яким допомагали частини Войська Польського і так званої польської «міліції» з м. Тісна. Після багатогодинного бою вояки УПА змушені були відступити і карателі зайняли село. Багато домівок було спалено. В бою загинуло 15 українських вояків і 17 цивільних.
Більшість мешканців села були примусово виселені в СРСР навесні 1946 р. Деякі родини, які уникнули виселення, в 1947 р. під час акції Вісла були переселені в понімецьку Північну Польщу. Після депортації українців у селі не залишилось жодної людини.
У 1975-1998 роках село належало до Кросненського воєводства.

### Церква
До 1785 р. в селі існувала власна парафіяльна церква. Пізніше село було приписане до парафії в с. Кальниця, а в 1-й пол. XIX ст. — до парафії в с. Смерек Балигородського (з 1924 року — Тіснянського) деканату Перемиської єпархії.
На місці старої церкви в 1843 р. була збудована нова дерев'яна, філіальна, Різдва Пресвятої Богородиці. Знищена в 1945 р.

## Демографія
Демографічна структура станом на 31 березня 2011 року:
|          | Загалом | Допрацездатний вік | Працездатний вік | Постпрацездатний вік |
| -------- | ------- | ------------------ | ---------------- | -------------------- |
| Чоловіки | 42      | 11                 | 27               | 4                    |
| Жінки    | 44      | 7                  | 29               | 8                    |
| Разом    | 86      | 18                 | 56               | 12                   |